# Staehelina
Genre
Le Stéhéline, Staehelina, est un genre de plante à fleurs de la famille des Astéracées.
Ce sont des plantes herbacées.

## Liste d'espèces
Selon Catalogue of Life (25 mai 2013) :
- Staehelina dubia
- Staehelina petiolata
- Staehelina unifloscula

Selon NCBI (25 mai 2013) :
- Staehelina baetica
- Staehelina dubia
- Staehelina fruticosa
- Staehelina lobelii
- Staehelina petiolata
- Staehelina uniflosculosa

Selon Tropicos (25 mai 2013) (Attention liste brute contenant possiblement des synonymes) :
- Staehelina corymbosa L. f.
- Staehelina dubia L.
- Staehelina elegans Walter
- Staehelina fruticosa L.
- Staehelina gnaphaloides L.
- Staehelina ilicifolia L. f.
- Staehelina imbricata P.J. Bergius
- Staehelina petiolata Hilliard & B.L. Burtt
- Staehelina uniflosculosa Sibth. & Sm.